# Liptovský Ondrej
Liptovský Ondrej (in ungherese Szentandrás) è un comune della Slovacchia facente parte del distretto di Liptovský Mikuláš, nella regione di Žilina.